# Козлов, Александр Александрович (политик)
Алекса́ндр Алекса́ндрович Козло́в (род. 2 января 1981, Южно-Сахалинск) — российский государственный и политический деятель. Министр природных ресурсов и экологии Российской Федерации с 10 ноября 2020, (и. о. 7—14 мая 2024). Член Генерального совета партии «Единая Россия».
Министр Российской Федерации по развитию Дальнего Востока и Арктики (18 мая 2018 — 10 ноября 2020). Губернатор Амурской области (20 сентября 2015 — 18 мая 2018). Мэр Благовещенска (19 сентября 2014 — 25 марта 2015).
Из-за вторжения России на Украину, находится под международными санкциями стран Евросоюза, Украины и Швейцарии.

## Биография
Родился 2 января 1981 года в Южно-Сахалинске.

### Образование
В 2003 году окончил Благовещенский филиал Московской академии предпринимательства при правительстве Москвы по специальности «Юриспруденция» с присвоением квалификации «юрист». По состоянию на апрель 2014 года обучался в Дальневосточном Федеральном университете по специальности «Горный инженер», но не окончил его.
Источник издания Znak, близкий к администрации президента, сообщает, что в вузе Козлов «не проучился ни дня». На сайте Федеральной службы по надзору в сфере образования и науки также нет сведений об окончании Александром Козловым вуза.
Однако пресс-секретарь Козлова утверждает, что образование он получил. Она говорит, что у нее есть свидетели: ее друзья учились в вузе вместе с Козловым.

### Занятие бизнесом
В 2000 году, в 19 лет, не имея профильного образования, устроился юрисконсультом в компанию «Дальвостуголь». В 2004 году вместо неё была образована компания «Амур-уголь», в которой А. А. Козлов возглавил один из филиалов «Росугля» в городе Гуково, через год стал директором филиала ОАО «Русский уголь» в Благовещенске. Во время работы в структурах «Русского угля» его называли членом команды губернатора Приамурья Николая Колесова.
С 2009 по 2010 год занимал пост гендиректора ООО «Амурский уголь» в Райчихинске.

### Работа в Правительстве Амурской области
В 2011 году перешёл на государственную службу в правительство Амурской области по приглашению губернатора региона Олега Кожемяко. 2 февраля 2011 года назначен на должность первого заместителя министра строительства, архитектуры и жилищно-коммунального хозяйства Амурской области. В августе того же года возглавил это ведомство.
23 декабря 2011 года был назначен на должность министра жилищно-коммунального хозяйства Амурской области, став самым молодым министром в Приамурье. Занимал пост до 14 февраля 2014 года.

### Работа в администрации города Благовещенска и руководство городом
14 февраля 2014 года назначен первым заместителем главы Администрации Благовещенска Павла Березовского.
Через шесть дней, 20 февраля 2014 года, гордума Благовещенска сложила с Березовского полномочия главы Администрации города согласно заявлению, поданному ранее, и и. о. на эту должность был назначен Александр Козлов.
В апреле 2014 года стал победителем предварительного внутрипартийного голосования по кандидатуре в мэры областного центра.
14 сентября 2014 года одержал победу на выборах мэра Благовещенска, получив по официальным данным 17 828 голосов горожан (38,68 % от общего числа, пришедших на избирательные участки). 19 сентября того же года официально вступил в должность мэра города (этот пост был вновь учреждён после упразднения в 2010 году).

### Губернатор Амурской области
После отставки Александра Хорошавина с поста губернатора Сахалинской области и назначения на этот пост амурского губернатора Олега Кожемяко, Александр Козлов Указом Президента РФ № 164 от 25 марта был назначен временно исполняющим обязанности губернатора Амурской области.
19 июня 2015 года стал кандидатом от «Единой России» на предстоящих выборах губернатора. По итогу набрал 50,64 % голосов избирателей, став не только новым, едва избежав второго тура, но и самым молодым губернатором в истории избирательной системы области. При этом в Благовещенске, которым Козлов управлял ранее, он получил только 30% голосов; 45% досталось кандидату от ЛДПР Ивану Абрамову. Инаугурация прошла в Амурском областном театре драмы 20 сентября.

### Министр Российской Федерации по развитию Дальнего Востока
18 мая 2018 года Указом Президента Российской Федерации освобождён от должности Губернатора Амурской области по собственному желанию и назначен Министром Российской Федерации по развитию Дальнего Востока в новом правительстве.
26 февраля 2019 года Министерство Российской Федерации по развитию Дальнего Востока расширило полномочия на Арктическую зону Российской Федерации. А. А. Козлов сохранил пост Министра Российской Федерации по развитию Дальнего Востока и Арктики.
Член ВПП «Единая Россия». Входил в Президиум Амурского регионального отделения партии.
В этой должности Козлов разработал стратегию развития Арктики до 2035 года и национальную программу по развитию Дальнего Востока до 2024 года с перспективой до 2035 года, а также программы по повышению демографии на Дальнем Востоке, субсидирования ремонтных работ в социальных объектах региона, программу «Арктический гектар» и ипотеку под 2% годовых для жителей Дальневосточного региона.
Николай Харитонов, глава Комитета Госдумы по региональной политике и проблемам Севера так оценил работу Козлова: «Козлов был деловой, активный министр. Мы из 11 территорий только на Чукотке не проводили выездной комитет, а кое-где по два раза»

### Министр природных ресурсов и экологии Российской Федерации
Козлов был выдвинут на должность Министра природных ресурсов и экологии Российской Федерации 9 ноября 2020 года, после отставки Дмитрия Кобылкина.
Против назначения министра проголосовало 54 депутата Госдумы, под данным Znak, это был самый низкий уровень поддержки из всех кандидатов, который рассматривались на посты министров на данном заседании.
14 мая 2024 года вновь назначен Министром природных ресурсов и экологии Российской Федерации указом Владимира Путина.

## Критика
Владимир Жириновский заявил, что в 2015 году Козлов «подделал» результаты выборов губернатора в Амурской области, и из-за этого он обошёл кандидата от ЛДПР.
Депутат «Справедливой России» Федот Тимусов раскритиковал работу Козлова в качестве Министра по развитию Дальнего Востока: «Ни один проект не доведён до конца, годами не решаются социальные проблемы дальневосточников, люди уезжают с Дальнего Востока. Люди недовольны».
Депутат «Справедливой России» Анатолий Грешневиков заявил, что его партия не поддерживает кандидатуру Козлова в качестве Министра природных ресурсов, так как «хороший человек — это не профессия». Он также отметил, что в последнее время на должность главы Минприроды назначают «губернаторов-неудачников» и «людей без специального образования».
В 2021 году Козлова критиковали за то, что его ведомство провалило противопожарные мероприятия. Михаил Мишустин напомнил ему, что «на новые возгорания (нужно) реагировать уже в первые сутки».
По сообщению The Moscow Post, в 2021 году Козлов разрешил вырубку лесов в «Волго-Ахтубинской пойме» (Особо охраняемая природная территория) для строительства моста через Волгу и скоростной трассы. Тогда как Росприроднадзор и экоактивисты выступали против строительства.

## Санкции
25 февраля 2022 года и в середине декабря 2022 года, на фоне вторжения России на Украину, включён в санкционный список Евросоюза, по мнению объединения «он несёт ответственность за, поддержку или осуществление действий или политики, которые подрывают или угрожают территориальной целостности, суверенитету и независимости Украины, стабильности или безопасности в Украине, или которые препятствуют работе международных организаций в Украине». Также к санкциям присоединилась Швейцария.
24 февраля 2023 года, в годовщину начала российского вторжения на Украину, внесён в санкционный список США за «осуществление российских операций и агрессии в отношении Украины».
Также внесён в санкционные списки Украины, Австралии и Новой Зеландии.

## Состояние
Сумма декларированного дохода за 2020 год составила 12 017 906,90 руб., супруги — 1 325 961,77 руб. Также в декларации указаны автомобили «Toyota Land Cruiser 200» и «Dodge» (Челенжер), земельный участок 12.000 кв. м (в пользовании), квартира, 68.4 кв. м и дачное помещение 296.4 кв. м (в пользовании).
В 2016 году появилась информация о том, что Козлов строит особняк на берегу реки Зеи в поселке Белогорье Амурской области. Стоимость здания оценивается в 100 млн рублей. Однако пресс-секретарь Козлова опровергла эту информацию.

## Семья
До 2015 года вопрос о семейном положении Козлова являлся дискуссионным. В интервью с главой администрации Благовещенска за апрель 2014 года он указал, что ранее проживал в фактическом браке, но на данный момент не женат. По некоторым сведениям, незадолго до выборов мэра он женился. ИА «Порт Амур» с ссылкой на старую версию статьи (правка была сделана анонимным пользователем без ссылок) в Википедии про Козлова сообщает, что у него есть сестра Евгения Козлова и невеста Анна Логинова, которая работает психологом в МСЧ (медсанчасти) благовещенского УВД. В феврале 2015 года попал в список «завидных женихов» благовещенской телекомпании «Альфа-канал» и соответственно было указано, что он не женат.
28 марта 2015 года официально женился на Анне Логиновой. 2 декабря 2017 года у супругов родилась дочь. На 11 ноября 2020 года в семье Козлова было двое детей.
Алексей Логинов — шурин. Издание «Собеседник» обвиняет Козлова в том, что на посту мэра Благовещенска он покровительствовал своему шурину Алексею Логинову, который возглавлял строительную фирму «Бук» и ИА «Город», получавшие через Козлова госконтракты.
Когда Козлов стал министром по развитию Дальнего Востока и Арктики, Алексей Логинов получил должность директора УК «Амурская», которое занимается «управлением эксплуатацией нежилого фонда за вознаграждение или на договорной основе». Соучредителем УК являлась «Корпорация развития Дальнего Востока».
Тесть — Евгений Логинов. По данным издания «Собеседник», когда Козлов был мэром Благовещенска, Евгений Логинов руководил городской УК, в которой у города была своя доля. Когда Александр Козлов стал губернатором Амурской области, Евгений Логинов возглавил местную «Эксплуатационно-хозяйственную службу», которая получила госзаказ на 500 млн руб.
Мать — Ирина Козлова, владелица компании «СпецПромСтрой». Компания строила особняк на берегу реки Зеи, который приписывают Александру Козлову.

## Увлечения
Увлекается футболом и хоккеем. Любит рок-музыку, в частности тюменскую группу ЮС.